# Punk’d
Punk’d (Aussprache wie punked) war eine ab 2003 auf MTV laufende US-Serie, in der bekannte Schauspieler und anderweitige Prominente von ihren Verwandten und/oder Freunden hinters Licht geführt werden. Moderator dieser Sendung ist Ashton Kutcher. Ab und zu wurde sie auch von Rob Pinkston (Neds ultimativer Schulwahnsinn) moderiert. Fünf Jahre nachdem die letzte Staffel lief, wurde offiziell angekündigt, dass es eine 9. Staffel gibt. Anders als bei den vorherigen Staffeln, wird in jeder Folge eine andere Person durch die Sendung führen.
Im Jahr 2007 wurde mit Spunk’d – The Movie eine Porno-Parodie auf die MTV-Serie veröffentlicht.